# Assedio di Peschiera
L'assedio di Peschiera, condotto dalle truppe dell'esercito piemontese guidate dal re Carlo Alberto di Savoia, fu uno dei primi episodi della prima guerra d'indipendenza, cominciato il 18 maggio 1848 e conclusosi il 30 maggio con una schiacciante vittoria dell'esercito sabaudo.

## Antefatti
Il 17 marzo 1848, Venezia proclamò la nascita della Repubblica di San Marco, insurrezione che l'Impero austriaco non riuscì ad osteggiare; contemporaneamente anche la popolazione di Vicenza insorse a seguito dell'abbandono del feldmaresciallo Laval Nugent von Westmeath, contrapposto alla resistenza delle bande cappeggiate da Luigi Colletti e Pier Fortunato Calvi, provenienti da Palmanova e Osoppo. Nello stesso momento, la flotta austriaca dell'ammiraglio Kudriafsky veniva tenuta sotto sorveglianza nel porto di Trieste dalle flotte sarda e napoletana ancorate a Pirano.
Il 18 marzo 1848 si verificò a Milano la famosa insurrezione delle Cinque giornate; Josef Radetzky, comandante dell'esercito Lombardo-Veneto, non riuscì a domare tale rivolta, la quale lo incitò a lasciare Milano. Si verificarono, in contemporanea, diverse manifestazioni d'insurrezioni popolari anche fuori Milano, come a Como, dove anche quest'ultima cittadina ebbe le sue cinque giornate, anche se al contrario di Milano terminarono con la sedazione da parte dell'esercito austriaco sulla popolazione comasca.
Con l'abbandono di Radetzky da Milano, Carlo Alberto dichiarò guerra all'Impero austriaco, attraversò il Ticino fino a giungere nell'area bresciana, mantovana e veronese conducendovi una serie di battaglie.

## L'assedio

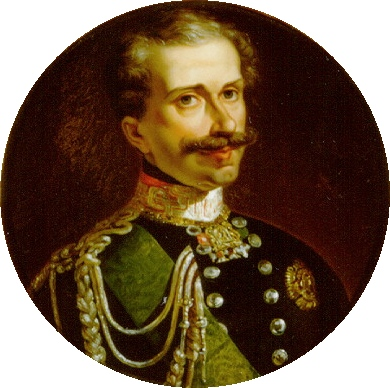
Carlo Alberto di Savoia

Carlo Alberto incaricò il principe Ferdinando di Savoia duca di Genova, assistito dai generali Chiodo, Rossi e Federici, a comandare la divisione, che il 18 maggio aprì il fuoco sulle truppe austriache presenti a Peschiera del Garda.
Dopo tre giorni di bombardamenti, l'esercito sabaudo mise immediatamente in seria difficoltà le forze nemiche, andando a distruggere tutti i cannoni presenti nel forte Mandella.
La sera del 22 maggio, l'esercito piemontese condusse degli scontri in trincee poste a seicento metri dalla piazzaforte, dove qui si potevano organizzare degli eventuali assalti. 
Il 26 maggio Ferdinando di Savoia propose la resa incondizionata al Generale Josef von Rath ma dopo ventiquattro ore di tempo concessegli Rath rifiutò tale resa e continuò la sua resistenza sull'esercito piemontese grazie all'assicurato appoggio del generale Radetzky proveniente da Rivoli Veronese.
Il 29 maggio scoppiò la battaglia di Curtatone e Montanara; da Rivoli giunse una colonna di militari austriaci per rinforzare con munizioni e viveri le ormai carenti truppe presenti a Peschiera del Garda, ma fu loro impedito di giungere a destinazione, poiché quest'area era ben protetta da volontari "italiani", questi ultimi immediatamente rinforzati da colonne piemontesi guidate dal generale Michele Bes. Gli austriaci furono quindi costretti ad indietreggiare oltre.

## La disfatta austriaca
Giunse a Carlo Alberto la notizia della resa austriaca e il ritiro di Radetzky da Goito; vittorioso sul campo di battaglia, l'esercito piemontese gridò entusiasticamente: "Viva il Re d'Italia!".
Anche se elogiato dal proprio esercito, il re si rivolse a Luigi Carlo Farini dicendogli: "No, qualunque cosa io faccia, gli Italiani a me non crederanno mai; se ci sarà un Re d'Italia, quello sarà mio figlio Vittorio Emanuele".
Ispezionando il campo di battaglia e confortando i feriti, Carlo Alberto tornò a Valeggio, dove vi era stato istituito il suo quartier generale. Il giorno dopo, 1º giugno 1848, il re si recò nella cattedrale di Peschiera del Garda e qui venne tenuta una messa per ringraziare Dio sulla vittoria.
Radetzky, ferito durante gli scontri tra Goito e Mantova, con ciò che gli restava delle sue truppe contava i soldati e i cannoni per i successivi scontri.